# Nachyłek okółkowy
Nachyłek okółkowy (Coreopsis verticillata) – gatunek rośliny wieloletniej z rodziny astrowatych. Pochodzi z południowo-wschodnich rejonów Ameryki Północnej (USA). W wielu krajach świata jest uprawiany jako roślina ozdobna.

## Morfologia
PokrójKrzaczasta Bylina dorastająca do 40—60 cm wysokości. Tworzy zwarte kępy.
LiścieMają równowąski kształt i ciemnozieloną barwę.
KwiatyZebrane w wyraźne, duże, żółte koszyczki. Kwitnie od czerwca do września.

## Biologia i ekologia
Preferuje stanowiska w pełnym nasłonecznieniu. Jest mrozoodporna — wytrzymuje niskie temperatury do —15°C. Najlepiej rośnie na dobrze przepuszczalnej glebie.

## Uprawa
Popularna roślina ozdobna, nadająca się na rabaty, a także na kwiat cięty. Jest łatwa w uprawie. Najlepiej rośnie w pełnym słońcu, na przepuszczalnej i małożyznej glebie. W Polsce nie jest w pełni mrozoodporna (strefy mrozoodporności 6-10). Rozmnaża się z nasion wysiewanych wiosną lub jesienią. Podczas kwitnienia wymaga podparcia.

## Zmienność
- 'Moonbeam' — odmiana niższa od typowej formy, ma cytrynowożółte kwiaty.